# آندرس روت
آندرس روت (فنلاندی: Anders Roth؛ زادهٔ ۱۷ مارس ۱۹۶۷) بازیکن فوتبال اهل فنلاند بود.
وی همچنین در تیم ملی فوتبال فنلاند بازی کرده‌است.